# タイの政党
タイの政党 （タイのせいとう）について記す。
タイでは政党は政治的な意見や主義主張およびイデオロギー、政策に基づく集まりと言うよりも、有力な名士を中心にその知り合いや、利益を共有する者の間で結ばれるクラブのような存在であり、近代的な意味での政党とはいえない期間が長かった。このため一時、とんでもない数の政党が存在し、逆に混乱を生んだ。また結成と消滅のサイクルが素早いことも特徴である。
ここ最近の傾向としてタクシンが圧倒的に優勢であると見なされてきたため、タクシン率いるタイ愛国党が周辺勢力を吸収しながらその勢力を広げてきたが、2006年の下院総選挙が無効とされ、さらに2007年5月30日に同党への解党判決が憲法裁判所によって出されたことにより、再び多数の政党が乱立し分極的多党制に近い状況が出現する可能性が高まっている。しかし2007年12月の選挙の結果は予想に反して中小政党が伸びず、国民の力党と民主党による二大政党制の傾向が強まった。

## 現存の政党
現在次のものがあり、立憲革命時代から存在するものは民主党のみである。
【主要政党】
- 前進党（解党命令）→ プラチャーチョン党
- タイ愛国党（解党命令） → 国民の力党（人民の力党とも）（解党命令） → タイ貢献党（新党プアタイとも）
- 国民国家の力党（パラン・プラチャラート党）
- 団結国家建設党(統一党) (ルワン・タイ・サンチャーット党)
- 中道主義党（解党命令） → タイ誇り党（プームチャイタイ党）
- 民主党

【少数政党】
- 国家開発党（タイ団結と合流） → タイ団結国家開発党
- 国民党（解党命令） → タイ国民発展党
- 大衆党
- 国家貢献党
- 臣民党

## 革命前に消滅した党

### ラーマ6世による疑似政党
西洋の民主主義を真似て、ドゥシットターニーで組織した国王のお遊び的議会。国のあり方について討論したが、実際の立法に何ら影響力がなかった。
- 青の党（党首はラーマ6世）
- 赤の党

### 革命を起こした党
官僚らで組織された政治的グループで議会の党ではない。詳細は立憲革命 (タイ)参照のこと。
　
- 人民党（カナ・ラート）

## 立憲革命～1951年
立憲革命（1956年・タイ仏暦2499年）後に本格的な議会政党が形成された。現存する民主党もこのころ形成された。特に以下の三大派閥を中心に小党がいくつか出来た。以下の党はすべて1951年（タイ仏暦2494年）11月にピブーンの返り咲き（クーデター）により消滅した。

### プリディー派
- 憲法戦線党
- 自由党
- 連合生活党

### ピブーン派
- 仏法主義党・・・1951年（タイ仏暦）11月消滅

### 民主党系
- 民主党
- 前進党・・・後に、民主党を形成。
- 市民党（パック・プラチャーチョン）・・・民主党から分離。

### その他
- 農民党（パック・カシコーン）
- 農労党（パック・カシカンマコーン）
- 党連合・・・第一次ピブーンソンクラーム政権により閉め出された党員によって結成。
- 国民社会民主党

## 1955年～1958年
1955年（タイ仏暦2498年）からピブーンソンクラームは民主政治に積極的な態度を見せはじめ以下の30党が誕生した。現存する民主党もいったん復活している。その後数種の政権を経て、サリット・タナラット首相が民主主義を否定したため、1958年（タイ仏暦2501年）に全党が解散した。
- 自由マナンカシラー党

- イーサーン党
- 救職福祉党
- 兄弟連合党
- 経済党
- 国際連盟運動党
- 国家社会党 - サリットによって結成された与党
- 国家主義党
- 国家民主党
- 故国党
- サヤーム国家党
- 市民党（再結成）
- 社会主義党
- 社会民主党
- 自由民主党
- 自由党（再結成）
- 人民党（パック・ラーサドーン）・・・立憲革命のものとは別物。
- 全人民党
- 善人党
- タイ青年党
- タイ・ムスリム党
- 田主党
- 農民連盟党
- ハイドパーク運動党
- 仏法主義党（再結成）
- 連合国土党
- 連合民主党
- 弥勒菩薩党
- 民主党（再結成）
- 労働党

### 1968年-1971年
1968年（タイ仏暦2511年）タノーム・キッティカチョーンはサリット政権に対し革命を起こし、再び民主政治を導入した、しかしタノームは常に足を引っ張る議会政治に嫌気がさし、1971年の国会に対して革命を起こし、政党を非合法化し、再び民主主義は行き詰まった。
- 開発人民党
- 経済人連合戦線党
- 国家主義党
- 国家民主党
- 自由党
- 自由仏法党
- 自由民主党
- 新サヤーム党
- 人民党
- 社会民主党
- 前進地方党
- タイ人民党
- 田主救済生活党
- 農民党
- 民主戦線党
- 民主党
- 労働党

### 1974年-1976年
1973年、仏暦2517年10月14日事件によりタノーム政権が崩壊すると、サンヤー・タンマサックによる非常時内閣が成立した。サンヤーは翌年の10月に政党法を制定して、結党を合法化し、以下の政党が復活・出現した。しかし、1976年（タイ仏暦2519年）の軍事クーデターにより以下は全部解散した。
- 救職福祉党
- 経済党
- 県開発党
- 国家主義党
- 国民勢力党
- サヤーム国家党
- サヤーム三色党
- サヤーム勢力党
- サヤーム党
- サヤーム都市党
- 社会開発党
- 社会行動党
- 社会国家主義党
- 社会前進党
- 社会主義合同戦線党
- 社会人民仏法党
- 自由勢力党
- 自由民主社会党
- 主権党
- 新サヤーム党
- 新勢力党
- 人民勢力党
- 人民前進党
- 人民戦線党
- 人民党
- 人民仏法党
- 人民平和党
- 政界人党
- タイ国民党
- タイ国社会主義党
- タイ国土党
- タイ社会党
- タイ団結党
- タイ党
- 大衆党（現在存在するものとは別もの）
- タイ自由党
- タイ主義党
- タイ防衛党
- タイ民族回帰党
- 大衆運動党
- 農社党
- 農勢党
- 農民党
- 農労党
- 仏法社会党
- 仏法主義党
- 平和戦線党
- 平和民衆党
- 民主合同戦線党
- 民主主義党
- 民主党
- 弥勒党
- レームトーン党
- 労働党
- 労働者党

## 非合法政党
- タイ国共産党 - 反共法により非合法。後に消滅。
- アナコットマイ政党 - 2020年最高裁判所により解党命令。